# Mount Laurel
Mount Laurel ist eine Gemeinde (Township) im Burlington County des Bundesstaats New Jersey. in den USA. Das U.S. Census Bureau ermittelte bei der Volkszählung 2020 eine Einwohnerzahl von 44.633.

## Geographie
Der Ort liegt etwa 20 Kilometer östlich von Philadelphia.

## Geschichte
Die Stadt (Township) wurde 1872 durch Abspaltung vom Evesham Township (New Jersey) gegründet.
Überregionale Beachtung erlangte in den 1970er und 1980er Jahren das Mount-Laurel-Urteil (englisch Mount Laurel doctrine), das Kommunen untersagte, durch Verordnungen Personen mit niedrigem und mittlerem Einkommen von der Wohnungssuche auszuschließen.

## Kultur und Sehenswürdigkeiten
Das 1967 gegründete Zisterzienserkloster Fatima hat hier seinen Sitz.
In der Eissporthalle Igloo Ice Rink trainieren namhafte Eiskunstläufer. Die Eishockeymannschaft Mount Laurel Jackals absolviert hier ihre Heimspiele.

## Wirtschaft und Infrastruktur
Nordwestlich tangieren die Autobahnen New Jersey Turnpike und Interstate 295 (Delaware-New Jersey) den Ort.

## Persönlichkeiten
- Alice Paul (1885–1977), Frauenrechtlerin
- Jon Runyan (* 1973), Politiker
- Jason Thompson (* 1986), Basketballspieler